# Les Éduts

Les Éduts este o comună în departamentul Charente-Maritime, Franța. În 1 ianuarie 2022 avea o populație de 58 de locuitori.